# Andreas Leitgeb (Politiker)
Andreas Leitgeb (* 2. August 1962 in Innsbruck) ist ein österreichischer Politiker (NEOS). Von März 2018 bis Oktober 2022 war er Abgeordneter zum Tiroler Landtag.

## Leben

### Ausbildung und Beruf
Andreas Leitgeb besuchte nach der Volksschule in Mieders und der Hauptschule Fulpmes 1977 das BORG Innsbruck. Anschließend absolvierte er eine Lehre zum Kraftfahrzeugmechaniker, die Lehrabschlussprüfung legte er 1982 ab und übte diesen Beruf bis 1984 aus.
Danach trat er in die Bundesgendarmerie ein, machte bis 1985 eine Ausbildung an der Gendarmerieschule Absam/Wiesenhof und war anschließend Gendarmeriebeamter bei der Verkehrsabteilung Tirol, Fachbereichsleiter für den Bereich Kraftfahrwesen und internationaler Güterverkehr und Leiter der Fahndungsgruppe Autobahn mit Standort Zirl. 1991/92 absolvierte er eine Ausbildung zum dienstführenden Gendarmeriebeamten an der Gendarmeriezentralschule Mödling, seit 2005 ist er Polizeibeamter bei der Landesverkehrsabteilung Innsbruck und Fachbereichsleiter für den Bereich Geschwindigkeitsüberwachung.

### Politik
Bei der Landtagswahl 2013 kandidierte Andreas Leitgeb auf dem dritten Platz der Landesliste des BürgerKlubs-Tirol von Fritz Gurgiser, der den Einzug in den Landtag verfehlte. Seit Ende 2017 ist er Finanzreferent von NEOS Tirol.
Am 28. März 2018 wurde er in der konstituierenden Landtagssitzung der XVII. Gesetzgebungsperiode als Abgeordneter zum Tiroler Landtag angelobt, wo er dem Ausschuss für Wohnen und Verkehr und dem Finanzkontrollausschuss angehörte. Nach der Landtagswahl 2022 schied er aus dem Landtag aus.

### Privates
Andreas Leitgeb ist verheiratet und Vater von drei erwachsenen Kindern.